# دیرهاگن
دیرهاگن (به آلمانی: Dierhagen) یک شهر در آلمان است که در فرپومرن-روگن واقع شده‌است. دیرهاگن ۱٬۶۵۹ نفر جمعیت دارد.